# Vipsania Agrippina
Vipsania Agrippina (36 a.C. – giugno 20) è stata una nobildonna romana, figlia di Marco Vipsanio Agrippa e prima moglie di Tiberio.

## Origini familiari

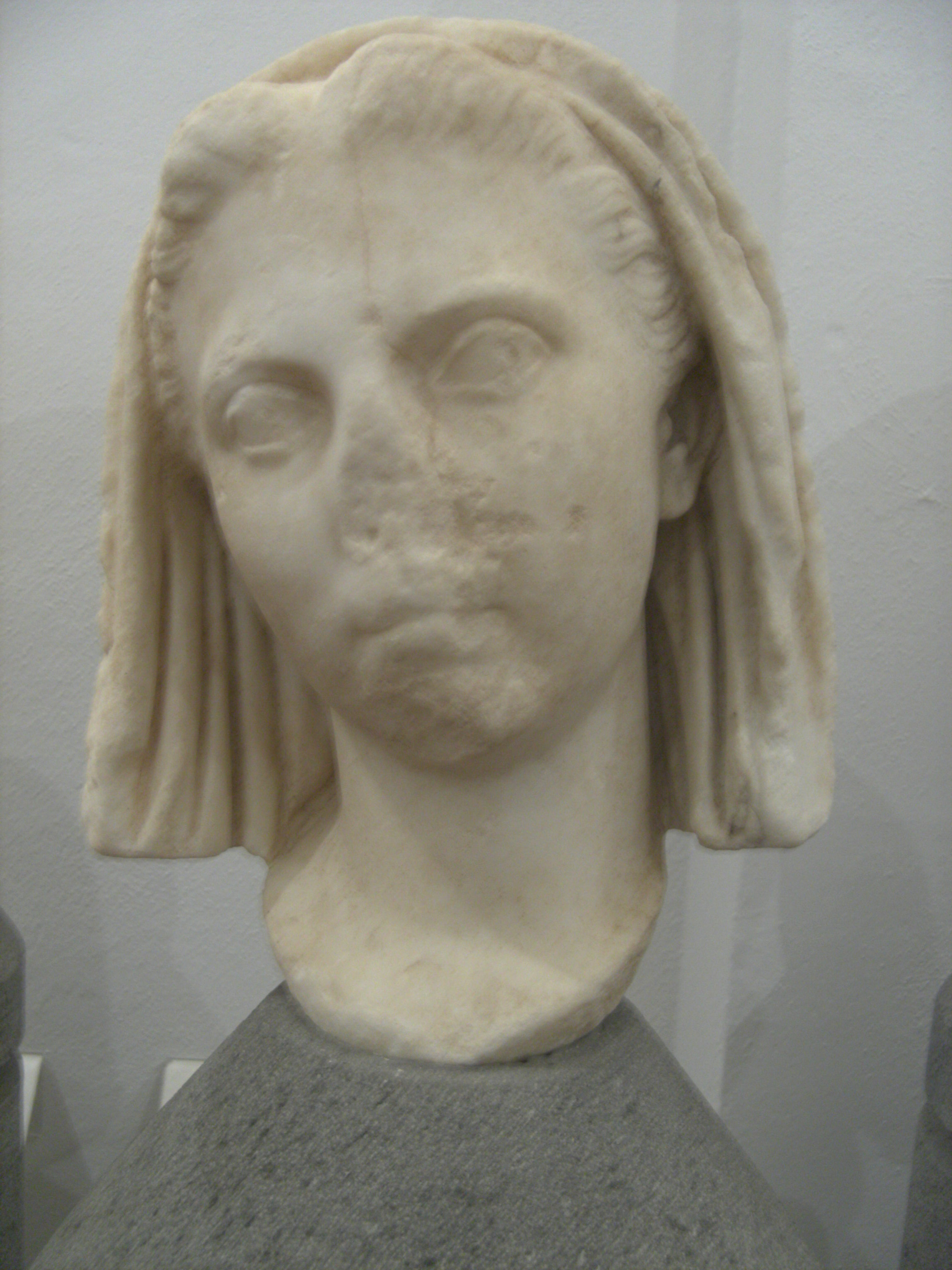
Busto di Vipsania Agrippina Maggiore (Museo archeologico e d'arte della Maremma, Grosseto)

Vipsania Agrippina era figlia del console Marco Vipsanio Agrippa, amico dell'imperatore Augusto, e della prima moglie Pomponia Cecilia Attica; era quindi nipote, da parte materna, di Tito Pomponio Attico, amico di Cicerone, e di Cecilia Pilia, parente di Marco Licinio Crasso.

## Biografia
Ottaviano e suo padre le organizzarono un matrimonio con Tiberio Claudio Nerone prima del suo primo compleanno. Nel 20 a.C. andò in sposa a Tiberio, futuro imperatore romano, con il quale ebbe un figlio, Druso Tiberio Cesare, nato nel 14 a.C. Secondo le fonti, il matrimonio fu particolarmente felice, con Tiberio profondamente innamorato della moglie. 
Dopo la morte di Agrippa nel marzo 12 a.C., Tiberio, contro il suo volere (non sine magno angore animi, Svetonio Vita Tiberii 7), fu costretto a divorziare da Vipsania per sposare Giulia, figlia di Augusto; Vipsania, che in quel momento era incinta, ebbe un aborto spontaneo, pare in seguito al trauma emotivo.
Nell'11 a.C. Vipsania sposò Gaio Asinio Gallo, un senatore, figlio di Gaio Asinio Pollione. Dal matrimonio nacquero almeno sette figli.
Nel 30, sotto istigazione di Tiberio, che odiava Gaio, non da ultimo per aver sposato la sua amata ex moglie, il Senato dichiarò Gallo nemico pubblico, e venne tenuto in una condizione di assoluto isolamento (Dione Cassio 58.3)
Vipsania morì pacificamente. Fu una delle donne più eminenti del suo tempo. Tra il 21 e il 23, Druso Giulio Cesare onorò la sua memoria con statue, monete e iscrizioni.

## Discendenza
Dal suo primo matrimonio con Tiberio ebbe due figli: 
- Druso minore. Scartato come erede a favore di Germanico, finì ucciso per ordine del prefetto Seiano.
- Un figlio nato morto. Secondo le fonti, Vipsania ebbe un parto prematuro a causa del dolore provocato dal divorzio da Tiberio.

Dal suo secondo matrimonio ebbe sei figli e almeno una figlia: 
- Gaio Asinio Pollione - Console nel 23. Pollione nel 45 venne esiliato con l'accusa di aver preso parte ad una cospirazione e in seguito messo a morte dall'imperatrice Messalina.
- Marco Asinio Agrippa - Console nel 25, morto nel 27. Tacito (Tacito 4.61) lo descrisse come " non indegno dei suoi antenati". Suo figlio Marco Asinio Marcello fu console nel 54 (anno in cui morì l'imperatore Claudio). Marcello fu un rispettato senatore durante il regno di Nerone.
- Asinio Salonino - Salonino morì nel 22. Tacito lo descrive come un personaggio eminente abbastanza da essere considerato come sposo per una delle nipoti di Tiberio (Tacito, Annales 3.75).
- Servio Asinio Celere - Consul suffectus nel 38; viene menzionato nella satira di Lucio Anneo Seneca, Apokolokyntosis, dove vengono elencate le persone uccise dall'imperatore. Morì probabilmente alla metà del 47.
- Lucio Asinio Gallo - Nel 46 cospirò contro Claudio e in seguito venne mandato in esilio. Dione Cassio (60.27.5) lo descrive come "molto piccolo e brutto".
- Gneo Asinio - La sua esistenza è ricordata per essere stato il patrono di Pozzuoli (Puteoli).
- Asinia[1][2]. Fu probabilmente la nonna materna di Pomponia Graecina[3]. Potrebbe aver avuto delle sorelle.

## Fonti
- Cornelio Nepote, Atticus 19.4.
- Cassio Dione, LIV 31.2, LVII 2.7.
- Svetonio, Aug. 63.2; Tib. 7.2-3.
- Tacito, Ann. I 12.4, III 19.3.